# Rodome
Rodome település Franciaországban, Aude megyében. Lakosainak száma 99 fő (2022. január 1.). Rodome Aunat, Belfort-sur-Rebenty, Campagna-de-Sault, Fontanès-de-Sault, Galinagues, Joucou és Mazuby községekkel határos.

## Népesség
A település népessége az elmúlt években az alábbi módon változott:
| Lakosok száma | 158  | 144  | 124  | 117  | 139  | 126  | 124  | 113  | 107  | 99   |
|               | 1968 | 1982 | 1990 | 2006 | 2013 | 2015 | 2017 | 2019 | 2020 | 2022 |